# Supertramp (album)
| Recensione                        | Giudizio    |
| --------------------------------- | ----------- |
| AllMusic                          | [ 1 ]       |
| Progarchives.com                  | [ 2 ]       |
| The New Rolling Stone Album Guide | [ 3 ]       |
| Sputnikmusic                      | 3.4 (Great) |
| Ondarock                          | [ 5 ]       |
| Dizionario del Pop-Rock           | [ 6 ]       |
| 24.000 dischi                     | [ 7 ]       |

Supertramp è il primo disco della band omonima. Uscito nel luglio del 1970, il disco è stato apprezzato dalla critica ma non ha avuto successo in termine di vendite. È stato anche pubblicato con il titolo Now and Then. L'album è molto più progressive rock rispetto ai lavori successivi ed è stato il loro unico disco registrato senza un sassofonista.
Negli Stati Uniti è stato pubblicato solo alla fine del 1977, ma era comunque disponibile tramite degli importatori e di solito lo si poteva trovare in negozi specializzati in pubblicazioni britanniche.

## Composizione e registrazione
Tutti i testi furono scritti da Richard Palmer, poiché nessuno degli altri membri dei Supertramp aveva intenzione di scriverne. Lo stesso Palmer più tardi dirà che al tempo considerava scrivere i testi "come dover fare i compiti". Le musiche dei brani furono composte unitamente da Rick Davies e da Roger Hodgson.
L'album fu registrato interamente in sessioni notturne, tra mezzanotte e le sei del mattino, a causa di una superstizione da parte dei membri della band (alimentata dall'aver sentito che i Traffic e gli Spooky Tooth registravano di notte), che sostenevano ci fosse un po' di "magia" registrando di notte. Hodgson successivamente ricorderà: "Inevitabilmente il nostro tecnico del suono, Robin Black, si addormentava nel bel mezzo delle sessioni, che erano piuttosto intense, perché dovemmo combattere con Richard Palmer". Hodgson era soddisfatto del disco, e un decennio più tardi commentò: "era molto ingenuo, ma ha una buona atmosfera".
Dopo l'introduzione nel repertorio live dei brani del terzo disco, Crime of the Century, le canzoni da Supertramp furono tutte eliminate, per non venire mai più eseguite. Le uniche due eccezioni sono Home Again e Surely, che sono state suonate occasionalmente durante i bis alcuni anni dopo.

## Critica
La critica giudicò generalmente in modo positivo l'album, con una recensione eseguita da Judith Simons sul Daily Express, che commentò: "Questo disco d'esordio di un gruppo di promettenti musicisti-poeti è un po' più melodico rispetto alla maggior parte degli album classificati come pop progressivo". Nonostante le recensioni positive, l'album fu un flop commerciale.

## Tracce
Musiche di Roger Hodgson e Rick Davies, tranne dove indicato. Testi di Richard Palmer.                                          Voce di Roger Hodgson, tranne dove indicato.
Lato A
1. Surely – 0:30 (musica: Roger Hodgson)
2. It's a Long Road – 5:28 (musica: Roger Hodgson, Rick Davies)
3. Aubade / And I Am Not Like Other Birds of Prey – 5:13 (musica: Roger Hodgson, Rick Davies)
4. Words Unspoken – 3:51 (musica: Roger Hodgson)
5. Maybe I'm a Beggar – 6:46 (musica: Richard Palmer, Roger Hodgson, Rick Davies) – Voce: Richard Palmer e Roger Hodgson
6. Home Again – 1:10 (musica: Roger Hodgson)

Lato B
1. Nothing to Show – 4:50 (musica: Rick Davies, Roger Hodgson) – Voce: Roger Hodgson e Rick Davies
2. Shadow Song – 4:15 (musica: Rick Davies) – Voce: Rick Davies e Roger Hodgson
3. Try Again – 12:59 (musica: Roger Hodgson, Richard Palmer, Rick Davies) – Voce: Roger Hodgson e Richard Palmer
4. Surely – 3:09 (musica: Roger Hodgson)

## Formazione
- Roger Hodgson - voce, basso, chitarra acustica (tracce 1,6,10), violoncello (tracce 3,4), flagioletto (tracce 5,8,9)
- Rick Davies - organo, armonica, pianoforte, pianoforte elettrico, voce
- Richard Palmer - chitarra elettrica, chitarra acustica, balalaica, voce
- Robert Millar - batteria, percussioni, armonica

Produzione
- Supertramp - produttori
- Registrazioni effettuate al Morgan Sound Studios di Londra (Inghilterra)
- Robin Black - tecnico del suono
- Bob Hook - art direction, design album[14]